# Raionul Ciornuhî, Poltava
Ciornuhî (în ucraineană Чорнухинський район, transliterat: Ciornuhînskîi raion) este un raion în regiunea Poltava, Ucraina. Reședința sa este așezarea de tip urban Ciornuhî.

## Demografie
Componența lingvistică a raionului Ciornuhî
     Ucraineană (97,92%)
     Rusă (1,86%)
     Alte limbi (0,13%)
Conform recensământului din 2001, majoritatea populației raionului Ciornuhî era vorbitoare de ucraineană (97,92%), existând în minoritate și vorbitori de rusă (1,86%).